# Gnjilane
Gnjilane (srp. Гњилане, alb. Gjilani) je grad u istočnom dijelu Kosova. Po popisu iz 2005. godine ima 88.286 stanovnika, a apsolutnu većinu čine Albanci. Grad je osnovan 1772. godine, ali se postojanje naseljenog mjesta na ovom području javljaju već u prvoj polovici 14. stoljeća, u vrijeme vladavine cara Stefana Dušana. Iako je u ovom gradu 1999. godine živjelo oko 15 tisuća Srba, danas je taj broj smanjen na svega nekoliko desetaka osoba.